# Anselme de Nenningen
Anselm von Nenningen (né en 1350, mort le 10 janvier 1428 à Ulm) est le 52e évêque d'Augsbourg de 1414 à 1423.

## Biographie
Après la mort de l'évêque Eberhard de Kirchberg en août 1413, le chapitre de la cathédrale élit Anselme de Nenningen, l'économe de la cathédrale. Cependant, en raison de controverses, Anselme n'est pas soutenu par la ville libre d'Empire. Après avoir reçu le soutien des villes de Dillingen et Füssen, Anselme part à Rome pour avoir le soutien du pape.
Le roi de Hongrie Sigismond de Luxembourg impose alors Frédéric de Grafeneck qui est aussi soutenu l'antipape Jean XXIII le 24 septembre 1413. Néanmoins, von Nenningen s'installe dans la ville le 25 novembre 1413 et est intronisé dans la cathédrale.
Le 17 septembre 1414, l'interdiction imposée par Jean XXIII à son encontre est étonnamment levée, Frédéric de Grafeneck est nommé évêque du diocèse de Brandebourg (de). Anselme de Nenningen devient le nouvel évêque d'Augsbourg. On suppose que cette décision est due à l'influence du duc Frédéric IV d'Autriche. Malgré la nomination d'Anselme de Nenningen comme nouvel évêque d'Augsbourg, Frédéric de Grafeneck reste actif comme évêque à Augsbourg jusqu'au 3 octobre 1418. 
Von Nenningen et ses partisans sont bannis de la ville et s'enfuient à Zusmarshausen. Au printemps 1416, ses alliés font des attentats contre des personnes dans la ville. Un accord de paix est trouvé en octobre 1416.
L'élection du pape Martin V lors du concile de Constance le 11 novembre 1417 met fin aux schismes papales. Von Nenningen est confirmé évêque d'Augsbourg par le pape Martin V le 9 mars 1418. Grâce à l'intervention du roi Sigismond, Frédéric de Grafeneck quitte Augsbourg le 16 octobre 1418. Il retourne à l'abbaye bénédictine de Szekszárd, dans le diocèse de Pécs, en Hongrie,.
Cependant les tensions des opposants à Anselme de Nenningen perdurent. Le 14 septembre 1423, le pape Martin V décide de retirer Anselme de Nenningen et parvient à imposer Pierre de Schaumberg.
Anselme de Nenningen se retire à l'abbaye de Blaubeuren, dans le diocèse de Constance, où se trouve sa sépulture.